# Valcabado (kommunhuvudort)
Valcabado är en kommunhuvudort i Spanien.   Den ligger i provinsen Provincia de Zamora och regionen Kastilien och Leon, i den centrala delen av landet, 210 km nordväst om huvudstaden Madrid. Valcabado ligger 682 meter över havet och antalet invånare är 337.
Terrängen runt Valcabado är platt. Runt Valcabado är det ganska glesbefolkat, med 38 invånare per kvadratkilometer. Närmaste större samhälle är Zamora, 4,7 km söder om Valcabado. Trakten runt Valcabado består till största delen av jordbruksmark.